# JSON Web Key
Uma JSON Web Key (JWK) é uma estrutura de dados no formato JSON que representa uma chave criptográfica, enquanto que um JSON Web Key Set (JWKS) é um array de JWKs, sendo um padrão da web descrito na RFC-7517.

## Conceito
O principal uso das JWKS é descrever como um JSON Web Token (JWT) está assinado. Um JWT pode ser assinado com criptografia simétrica, por exemplo usando HMAC, ou com criptografia assimétrica, no caso em que um JWK pode descrever a chave pública do par, a ser consultada por aplicações que desejam validar a assinatura do token.